# Jälgimäe
Jälgimäe – wieś w Estonii, w prowincji Harju, w gminie Saku.